# التصور والمحاكاة
التصور والمحاكاة (بالفرنسية: Simulacres et Simulation)‏ هي أطروحة فلسفية كتبها الفيلسوف والمنظر الثقافي جان بودريار عام 1981، يسعى فيها إلى فحص العلاقات بين الواقع والرموز والمجتمع، ولا سيما دلالات ورمزية الثقافة ووسائل الإعلام المشاركة في بناء فهم للوجود المشترك.
التصور هي نسخ أشياء ليس لها أصل، أو لم يعد لها أصل. المحاكاة هي تقليد عملية أو نظام في العالم الحقيقي مع مرور الزمن.